# Храм Сергия Радонежского (Вэлли Коттедж)
Храм Преподобного Сергия Радонежского — православный храм в городе Вэлли Коттедж, штат Нью-Йорк, США, находящийся в юрисдикции неканонической Сиракузской и Свято-Никольской епархии под омофором Архиепископа Андроника (Котлярова). Большая часть прихожан храма являются жители ближайших маленьких городов штата Нью-Йорк, а также престарелые подопечные Толстовского фонда.

## История
Первый домовой храм на территории разрастающейся Толстовской фермы был устроен на первом этаже главного (большого) дома фонда. Церковь была освящена митрополитом Феофилом (Пашковским) в 1940 году в честь преподобного Сергия Радонежского. Первый иконостас в храме был выполнен Леонидом Казанцевым, а иконы стали дарить беженцы, прибывавшие в США и первое время, проживавшие на территории Толстовской фермы. После отделения Северо-Американской митрополии от РПЦЗ, приход остался в ведении первой.
Весной 1950 года во время Великого Поста, в главном здании произошёл сильный пожар, который уничтожил часть церковного интерьера, а также многие иконы, облачения священников и даже святые дары. Чудесным образом не пострадала бумажная икона Тихвинской Божией Матери, находившаяся в очаге пожара. Сотрудникам фонда и простым беженцам пришлось устроить церковь в подвальном помещении соседнего здания. Прежний иконостас удалось спасти, и после реставрации его установили в новом помещении, хотя позднее иконостас пришлось уменьшить из-за прокладки отопительного канала в помещении церкви. К Пасхе 1950 года все работы по перенесении церкви были закончены и верующие русские эмигранты начали молиться в новых условиях. В течение семи лет церковные службы на территории Толстовского фонда проводились в подвале.
Через два года после случившегося пожара, в 1952 году был создан комитет по строительству постоянного каменного храма на территории фонда. Часть денег на строительство церкви поступило после выплаты агентством страховых сумм после пожара, также деньги поступали от различных благотворительных фондов и простых русских эмигрантов со всей Северной Америки. К 1954 году была собрана нужная сумма, чтобы начать строительство каменного храма. Весной того же года митрополит Леонтий (Туркевич) после молебна освятил первый камень в основании Свято-Сергиевского храма. Летом 1957 года все строительные работы были завершены, и храм был торжественно освящён в присутствии сотен русских эмигрантов, паломников и гостей.
В 1970 году приход перешёл в Русскую Зарубежную Церковь.
В декабре 2006 года приход Свято-Сергиевского храма не поддержал принятие акта о каноническом общении между РПЦЗ и Московским патриархатом, и в мае 2007 года перешёл под омофор епископа Таврического и Одесского Агафангела (Пашковский).
В августе 2007 года при Свято-Сергеевском храме была открыта церковная школа имени протоиерея Серафима Слободского и матушки Елены Алексеевны Слободской, целью которой является сохранение и обучение православию, русскому языку, истории и культуре молодых людей, живущих в США. При этом дети Серафима Слободского, оставшиеся верными канонической РПЦЗ, протестовали против использования имени их родителей.
В ноябре 2008 года в храме на территории Толстовского фонда был проведён т. н. «V Всезарубежный Собор», в котором участвовали клирики, не принявшие Акт о каноническом общении, в том числе из стран бывшего СССР.
В июле 2016 года, после конфликта Сиракузской и Свято-Никольской епархии с митрополитом Агафангелом, храм перешёл под омофор архиепископа Андроника (Котлярова). В мае 2017 года в Свято-Сергиевском храме иерархи двух «ветвей» РПЦЗ в США (Архиепископ Андроник и Епископ Стефан) совместно совершили Божественную Литургию.

## Интерьер церкви
Здания Свято-Сергиевского храма было спроектировано архитектором Владимиром Бушем в Древнерусском Новгорордско-псковском стиле русской церковной архитектуры XII века. Церковь построена в форме Ноева Ковчега, который спасает молящихся от бурь. В этом архитектурном образе, по замыслу автора, есть аналогия с русской эмиграцией, спасающей русский православный народ от бури революции. Венчает храм золотой купол в виде луковицы, символизирующий молитвы прихожан, поднимающиеся к небу в виде пламени горящей свечи. Резной трехъярусный тябловый иконостас был выполнен мастером Глебом Гритцем. Этим же мастером были созданы деревянные киоты, подсвечники и аналои, а также деревянный канун, подаренный храму в память об умершей супруге. Иконы в иконостасе были написаны мастером-иконописцем из города Наяк Николаем Александровичем Папковым. Стены храма украшают росписи, повествующие о жизни Преподобного Сергия Радонежского. Рядом с храмом в 1997 году была установлена колокольня с четырьмя колоколами.

## Священнослужители
- Епископ Савва Польский (1940—1947)
- Протоиерей Михаил Еленевский (1947—1970)[6]
- Архимандрит Викторин (Лябах) (1970—1982)[7]
- Протоиерей Григорий Котляров (с 1982 года)[8]